# (6016) Carnelli
(6016) Carnelli est un astéroïde de la ceinture principale.

## Description
(6016) Carnelli est un astéroïde de la ceinture principale. Il fut découvert le 7 août 1991 à l'observatoire Palomar par Henry E. Holt. Il présente une orbite caractérisée par un demi-grand axe de 2,33 UA, une excentricité de 0,22 et une inclinaison de 5,9° par rapport à l'écliptique.